# Серёдка (аэродром)

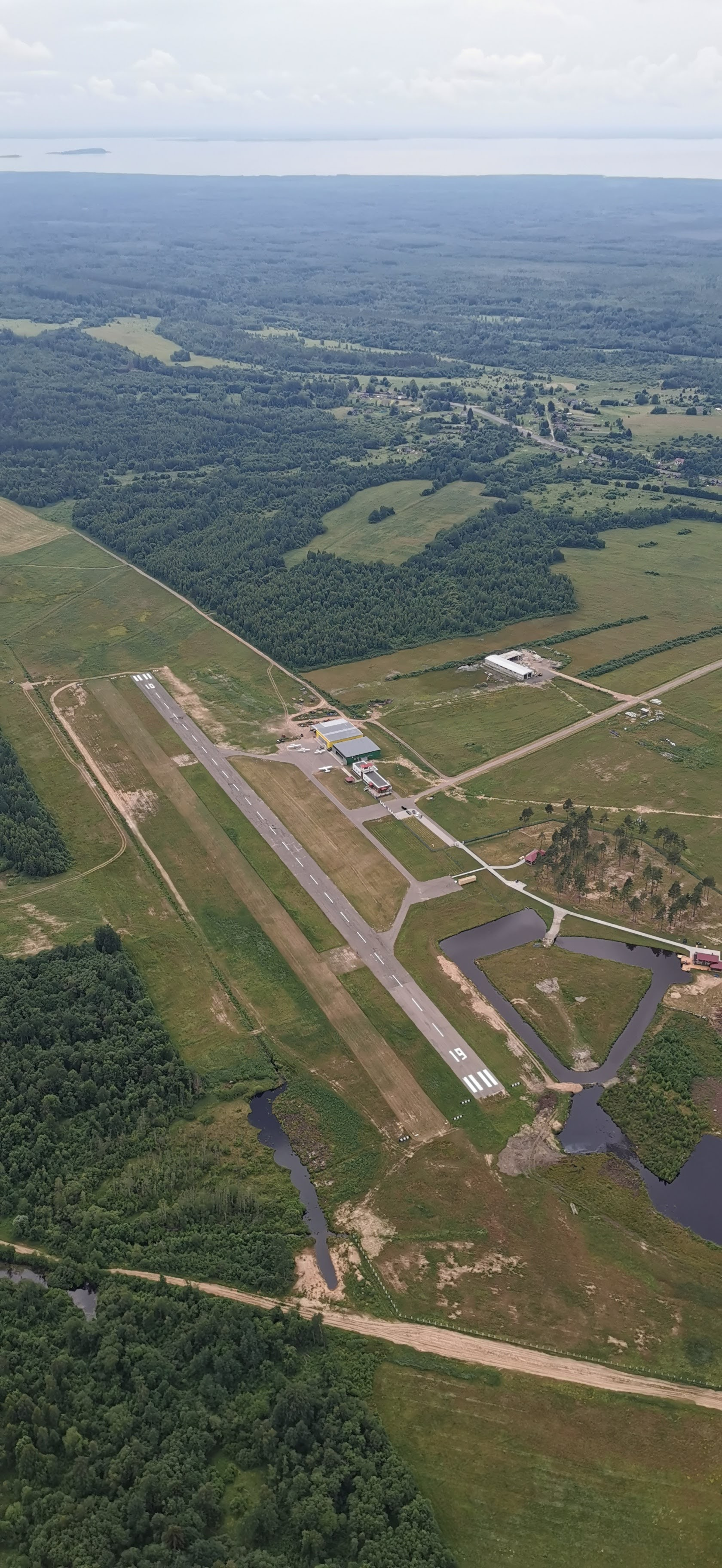
Аэродром "Серёдка" с высоты

Серёдка — бывший сельскохозяйственный аэродром на западе Псковской области, ныне - площадка для малой авиации.
Расположен рядом с пос. Серёдка Псковской области, в 35 км. от Пскова к востоку от дороги Р20 Псков-Гдов.
В 1980-е годы использовался для полётов сельхозавиации. В 1990-е закрыт, в 2013 псковский аэроклуб "Небо" зарегистрировал аэродром в Росавиации. На аэродроме базируются несколько небольших самолётов и автожиров, выполняются прогулочные полёты над Псковом и Чудским озером.
В мае 2014 года аэродром принимал участников международного перелёта "Друзья встречают друзей" http://ivak.spb.ru/news/perelyot-evropa-rossiya-vo-imya-druzhby-i-mira.html
В 2019 году на аэродроме был принудительно посажен лёгкий самолёт, вылетевший из Тверской области с нарушением порядка подачи уведомления о плане полёта.
В августе 2021 года на аэродроме проходил чемпионат и кубок России по спорту сверхлёгкой авиации.